# نعومي كاواسي
نعومي كاواسي (باليابانية: 河瀬直美) هي ممثلة ومخرجة وكاتبة سيناريو ومنتجة يابانية، من مواليد 30 مايو 1969 في اليابان. بدأت مسيرتها الفنية عام 1992.

## الأعمال

### أفلام
| السنة | الفيلم           | عمل في | عمل في        |
| السنة | الفيلم           | أخراج  | كتابة سيناريو |
| ----- | ---------------- | ------ | ------------- |
| 2015  | الفاصوليا الحلوة | نعم    | نعم           |
| 2017  | الضوء            | نعم    | نعم           |

## روابط خارجية
- نعومي كاواسي على موقع IMDb (الإنجليزية)
- نعومي كاواسي على موقع الموسوعة البريطانية (الإنجليزية)
- نعومي كاواسي على موقع مونزينجر (الألمانية)
- نعومي كاواسي على موقع ألو سيني (الفرنسية)
- نعومي كاواسي على موقع أول موفي (الإنجليزية)
- نعومي كاواسي على موقع قاعدة بيانات الأفلام السويدية (السويدية)
- نعومي كاواسي على موقع قاعدة بيانات الفيلم (الإنجليزية)
- نعومي كاواسي على موقع كينوبويسك (الروسية)